# La Épica de la Civilización Americana

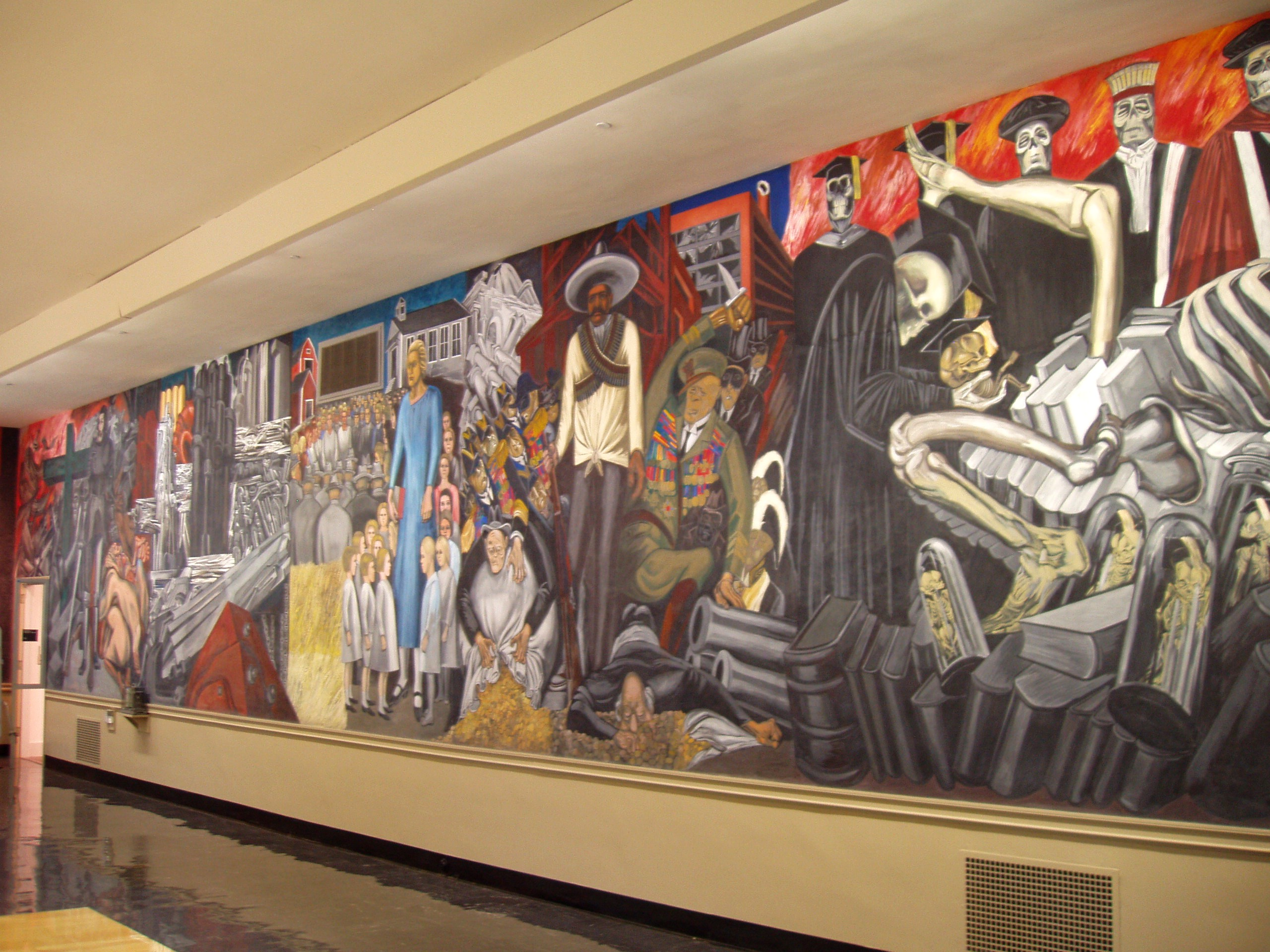
Murales de Orozco en el Dartmouth College.

La Épica de la Civilización Americana es un mural del pintor realista social José Clemente Orozco. Está ubicado en la sala de lectura del sótano de la Biblioteca Baker Memorial en el campus de Dartmouth College en Hanover, Nuevo Hampshire. El mural, pintado entre 1932 y 1934, consta de una serie de 24 paneles al fresco, cuyos temas principales son el impacto de los nativos americanos indígenas y los colonos europeos en América del Norte, y el impacto de la guerra (particularmente la Guerra Civil Mexicana y la Primera Guerra Mundial) y la rápida industrialización en el espíritu humano.
Orozco pintó el mural durante el mismo tiempo que su colega muralista, Diego Rivera, trabajaba en sus murales en el Rockefeller Center de Nueva York. Mientras que el retrato de Lenin de Rivera llevó a que su mural fuera censurado, a Orozco se le dio plena libertad política para pintar como quisiera. Sus imágenes ofendieron a un grupo de madres de alumnos del Dartmouth College que se hacían llamar las "Boston Mothers" (Las madres de Boston). "Le estaríamos eternamente agradecidos", le escribieron las madres al presidente de la universidad , Ernest Hopkins, "si los retratos pudieran ser destruidos". Otra carta a Hopkins fue más contundente: "¡Orozco ha gritado en pintura el Manifiesto Comunista!" 
Aun así Hopkins, un republicano de toda la vida, defendió el derecho de Orozco a pintar como quisiera. "Hay estadounidenses 100% que se han opuesto al hecho de que contratamos a un mexicano para hacer este trabajo", escribió Hopkins a las madres, "pero nunca he creído que el arte pueda hacerse ni racial ni nacional". En respuesta a las preocupaciones de que las imágenes de Orozco no eran "agradables", Hopkins escribió, "si ese fuera un criterio de juicio, muchas de las grandes obras de los maestros medievales tendrían que ser retiradas del Louvre".
El mural fue designado Monumento Histórico Nacional en 2013.

## Antecedentes
El mural fue el tercer y último trabajo de Orozco en los Estados Unidos, después de Prometeo en el Pomona College del sur de California y un ciclo de murales en The New School en Manhattan.

## El Ala Oeste: La llegada y partida de Quetzalcóatl[5]
Los dos temas del mural están dispuestos en alas separadas de la sala de lectura. El ala oeste contiene diez paneles sobre el primer tema, el de los nativos americanos.

### Migración
En este primer panel, a veces llamado La antigua migración humana, Orozco representa los orígenes de la civilización indígena americana como una inexorable marcha hacia delante, resignada y determinada. Migración moderna del espíritu, su contraparte temática en la sección post-conquista de los murales, se ubica directamente enfrente de esta obra en el extremo del ala este.

### Serpiente y lanzas
En este pequeño panel, ubicado encima de la puerta, figura una serpiente de cascabel rodeada de lanzas, símbolos de agresión que vinculan los paneles con los temas de migración y sacrificio. La paleta de colores vivos sugiere que Orozco volvió a pintar este panel mientras terminaba su trabajo en el ala este.

### El antiguo sacrificio humano
Orozco retrata el rito del sacrificio humano de los antiguos indígenas mesoamericanos. Los participantes enmascarados extirpan el corazón de un enemigo, aún con vida, y lo ofrecen a los dioses para garantizar la estabilidad del orden cósmico. Orozco no usa esta imagen para demonizar las culturas indígenas antiguas, cuya edad de oro retrata en los paneles siguientes, sino para establecer cierta correspondencia con los sacrificios modernos que aparecen en la segunda mitad del mural, sobre todo en el panel ubicado directamente enfrente, El moderno sacrificio humano, que representa el costo humano del nacionalismo militarizado como un contrapunto a lo que vemos en El antiguo sacrificio humano, que retrata las necesidades que la religión institucionalizada satisface.

### Guerreros Aztecas
En este panel, representantes de la clase guerrera azteca visten disfraces de águila y jaguar para adoptar los poderosos atributos de estos animales. En el primer plano la escultural y monumental cabeza de una serpiente emplumada representa el dios Quetzalcóatl, cuya leyenda domina el ala oeste de los murales.

### Llegada de Quetzalcóatl
Quetzalcóatl, la importantísima figura mitológica mesoamericana, aparece aquí como un monumental ser humano, repartiendo las bendiciones del aprendizaje, la cultura, y las artes entre la humanidad. También viene a reemplazar el panteón anterior de dioses detrás de él. De izquierda a derecha, son: Xipe Tótec, el dios de la codicia, arropado en las pieles de sus víctimas; Tezcatlipoca, el dios de la magia, con sus pies de espejos humeantes; Tláloc, el dios de la lluvia y las tormentas; Mictlantecuhtli, el dios de la muerte; Huitzilopochtli, el dios de la guerra, con sus pies de plumas; y Huehuetéotl, el dios del fuego, que vivía en el cono del volcán Orizaba. Quetzalcóatl inspira la humanidad, retratada debajo de él en el momento de despertar de un sueño profundo para protagonizar grandes actos de creatividad, simbolizados por los Templos del Sol y la Luna en Teotihuacán. Abajo a la derecha, la gente conversando en el pórtico de una casa simbolizan el comienzo de la cooperación y comprensión que son los fundamentos de la vida en sociedad.

### La edad de oro precolombina
Los regalos de Quetzalcóatl —la agricultura, las artes, y las ciencias— crean las condiciones para una edad de oro de creatividad, comprensión, y cooperación humana pacífica. Al lado del hombre trabajando su cultivo de maíz, un escultor esculpe unas estelas enormes y un astrónomo estudia las estrellas, cuyos ciclos sirven como la base del calendario mesoamericano, muchas creencias religiosas, y el concepto del conocimiento universal.

### Partida de Quetzalcóatl
Recurriendo a algunos mitos mesoamericanos, Orozco retrata los hechiceros- discípulos de los antiguos dioses —representando la tendencia humana a la superstición, codicia, y agresividad— mientras destierran a Quetzalcóatl y ponen fin a su reinado pacífico. Los gestos de los hechiceros, juntos en masa delante de una pirámide coronada por un templo, contrastan gráficamente con la figura del dios partiendo, en posición de ataque. Mientras Quetzalcóatl zarpa en una balsa de serpientes agitándose, presagia su retorno señalando hacia el panel pequeño que retrata la invasión armada de los europeos, y da el inicio para la siguiente narrativa del mural.

### La profecía
Este pequeño panel sobre la invasión armada europea del siglo XVI fue el primer panel de todo el ciclo que Orozco pintó y alude a la promesa de Quetzalcóatl de volver. Hoy en día se reconoce que este mito no es originario de la cultura mesoamericana, sino que se inventó después de la conquista. En la imagen, el poderío militar europeo se expresa a través del caballo, un arma poderosa y desconocida hasta ese momento en el continente americano. Los soldados, enmascarados en su armadura, cargan la cruz de los cristianos que parece un arma masiva, una imagen que se anuncia como una herramienta para someter a los más débiles y una justificación para la conquista europea.

### Tótems mecánicos
Estos dos paneles verticales presentan conjuntos fantásticos de máquinas y elementos industriales, como equivalentes modernos de los tótems de la costa noroeste del Pacífico. Se puede apreciar la firma de Orozco en el panel a la izquierda.

## El Ala Este: Cortés y la Época Moderna[5]

### Cortés y la Cruz
En el primer panel completo del ala este, dedicado a la civilización moderna y post-conquista, Orozco pinta un salvaje retrato de la invasión española de México liderado por Hernán Cortés en el siglo XVI. Cortés figura como un antihéroe que, dentro de la lógica de los murales y sus temas épicos, cumple la profecía del retorno de Quetzalcóatl. Lo que inaugura, sin embargo, no es una nueva edad de oro sino una sociedad destructiva y dominada por las máquinas. La figura de Cortés, con sus armaduras pesadas, parece una máquina humana, y su rostro sereno y distante sugiere su indiferencia al sufrimiento humano a su alrededor. Cortés, ubicado en el centro mismo de la composición, está rodeado de destrucción; hasta se ven sus naves en llamas. El misionero franciscano que lo acompaña, aferrado a una cruz, aludeal apoyo ideológico que la Iglesia católica brindó a los invasores, y contribuyendo a la sensación de Cortés como una especie de presencia divina.

### La máquina
En este panel el mural hace un salto temático e histórico al siglo XX a través de un retrato expresionista de una monstruosa y caótica máquina que no tiene ningún propósito evidente. El panel representa el concepto de la mecanización contemporánea y simboliza la estandarización generalizada de la sociedad moderna. La masa gris e irregular de la máquina parece alimentarse de los cuerpos humanos amontonados a los pies de Cortés en el panel al lado, conectando su proyecto imperialista y destructor con el caos impersonal de la época moderna.

### Angloamérica
Este panel, un retrato de la sociedad norteamericana contemporánea, comunica algo ambivalente. Mientras la escuela al fondo de la composición simboliza la educación universal, y la asamblea comunitaria sugiere la posibilidad de acciones cooperativas al servicio de la sociedad en su conjunto, la representación de Orozco desautoriza estas asociaciones más típicas o tradicionales. La figura prominente de la tradicional profesora alta y severa, aquí una agente autoritaria y controladora, es un símbolo de esta cultura, y a su alrededor encontramos niños y niñas sin expresión, altamente disciplinados. Detrás de ellos, los adultos ordenados en filas en una asamblea comunitaria de un pueblo de Nueva Inglaterra son otro ejemplo más de la rigidez cultural, contrastando claramente al caos y la determinación que veremos en el próximo panel, Hispanoamérica.

### Hispanoamérica
Orozco presenta un rebelde mexicano determinado y orgulloso, muy parecido al líder revolucionario mexicano Emiliano Zapata, un símbolo importante de las luchas campesinas en México. Orozco coloca al rebelde en un escenario moderno urbano, invadido por las caricaturas salvajes de los ricos y los militarizados. Esta escena caótica, representando un idealismo latinoamericano abandonado a un orden poderoso pero en vías de desarticulación, contrasta bruscamente con el conformismo institucional y personal de la sociedad angloamericana retratada en el panel anterior.

### Dioses del mundo moderno
En esta salvaje y satírica denuncia de la educación institucionalizada de la era moderna y su indiferencia hacia la turbulencia política de los años 30, un grupo de esqueletos en ropa académica presiden sobre el nacimiento del conocimiento inútil, encarnado por un feto esquelético. Las llamas al fondo recuerdan las naves quemadas de Cortés, y los fetos embalsamados descansando sobre libros polvorientos sugieren la impotencia intelectual de la academia y la inútil diseminación de un conocimiento falso y sin senti- do. Indiferente a las crisis de la civilización moderna, los académicos siguen preocupados de su mundo intelectual, reaccionando como muertos a los temas candentes que hacen arder la vida contemporánea.

### Símbolos del nacionalismo
El pequeño panel al fondo del ala este nos presenta una pila de símbolos históricos, de guerra e imperio, sugiriendo una continuidad entre las aspiraciones militares de las potencias monárquicas de la Europa de antaño y el nacionalismo militarizado de la época moderna, tema subrayado en el siguiente panel, El moderno sacrificio humano.

### Sacrificio humano moderno
El cuerpo de un soldado desconocido, cuyas manos esqueléticas delatan su agonía final, está enterrado debajo de los atavíos del patriotismo: banderas coloridas, guirnaldas, monumentos, discursos, una banda de bronces, y la llama eterna que denota la tumba de esta víctima del nacionalismo militarizado. Este panel sirve como un espejo para los temas de El antiguo sacrificio humano al otro extremo de la sala, estableciendo un vínculo temático entre las dos edades de la civilización americana, a través del inútil sacrificio institucional del individuo.

### Migración moderna del espíritu
En esta escena apocalíptica, un Cristo resucitado y desafiante, pintado en colores ácidos y cambiando de piel para revelar un nuevo cuerpo reanimado, vuelve durante su juicio para barrer con las ideologías e instituciones que frustran la emancipación humana y la renovación espiritual de la Edad Moderna. Orozco concibe una figura de Cristo que no solo rechaza su destino sacrificial tirando abajo su propia cruz, sino también condena y destruye las fuentes de su agonía, los armamentos militares y aquellos símbolos religiosos y culturales que aquí han sido relegados al basurero de la historia justo detrás de él.

### Cadenas del espíritu
Este pequeño panel nos muestra buitres vistiendo cuellos romanos y portando las llaves entrelazadas que pueden abrir las cadenas de la servidumbre intelectual y física amontonadas debajo de ellos.

### El hombre industrial moderno
Los últimos paneles del mural se ubican directamente enfrente del mesón central de la sala de lectura y los muros largos de los murales se ubican en una especie de punto de resolución entre las dos mitades del ciclo: la prehispánica y la post-conquista. En estos paneles, a veces llamados Cultura moderna ideal, Orozco usa una paleta sutil para retratar un posible mundo del futuro que podría emerger de la destrucción simbólica de la sociedad que Cristo lideró, retratada en Migración moderna del espíritu. En los cuatro paneles laterales, los trabajadores dirigen sus propias labores en una nueva sociedad que aún está formándose; lo único es que estas figuras anónimas a veces parecen ser amenazadas por la misma tecnología que usan. En el panel central, una figura recostada de ascendencia mixta—Europea e indígena americana, o tal vez afroamericana— finalmente puede abandonar sus herramientas y salir en busca de su propia educación y alimento espiritual. Esta figura reitera los temas de educación, industria, y raza que encontramos en las dos secciones del mural.